# Bolon Tiku

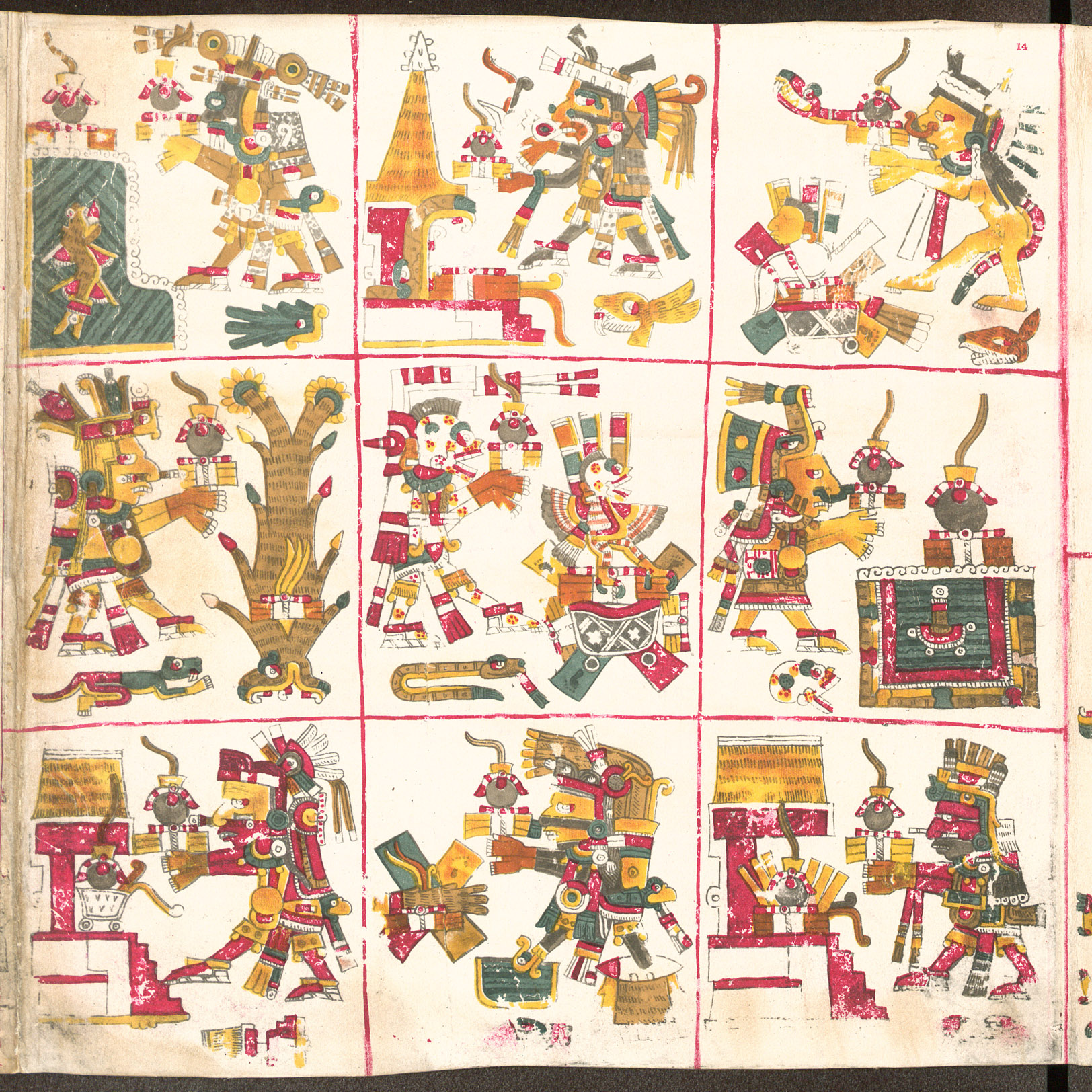
9 Herrscher der Nacht im Codex Borgia, (Leserichtung bustrophedon, d. h. schlangenförmig von rechts unten nach links oben)

Bolon Tiku (auch bolón-ti-ku, deutsch: „Neun Herren der Nacht“) ist der Name einer Göttergruppe der Maya.

## Mythologie
Die „Neun Herren der Nacht“ sind der Gegenpart der „13 Herren des Himmels“ bzw. der „13 Herren des Tages“ (oxlahun-ti-ku) und haben wie diese eine Entsprechung in der Mythologie bzw. im Kalender der Mexika.
Die Neun Herren der Nacht regieren aus der Unterwelt. Sie sind die Herren der Mitternachtssonne und werden von Erdsymbolen begleitet. Ihre Glyphen sind meist stark schematisiert.
Jeder von den Neun herrschte im Haab-Kalender im täglichen Wechsel über in Summe 40 Tage. Von den verbleibenden 5 Unglückstagen (Uayéb, der 19. Monat) zogen die Herren der Nacht ihre Hand ab, wodurch diese ohne Schutz blieben. Auch die Chilám-Balám-Bücher berichten vom Kampf der Neungötter gegen die Dreizehngötter.
In der Verzahnung beider Kalender vereinigen sich beide Systeme und Göttergruppen nach 13 Tún (à 360 Tage), also nach 4680 Tagen.

## Bezeichnung
Die Maya-Namen der Neungötter sind nicht überliefert, daher werden diese lediglich als G-1 bis G-9 bezeichnet. Michel Davoust theoretisierte 1995 eine Interpretation der Maya-Schrift der Glyphen:
- G-1: Bolon Ch'ul „die neun Gottheiten“
- G-2: Hoy Abac „Verteiler von Tinte oder Asche“
- G-3: Hanab Ch'ahon „Blumenmais“
- G-4: Wuk Ah „sieben Maisstängel“
- G-5: Ho' Nen „fünf Spiegel“
- G-6: Nal „Gott E des Maises“
- G-7: Weniger schlüssige Analyse, vielleicht war es Nah „unbekannt“, Nach „zwischen den Zähnen haben“ oder Ah Zac „weißer Herr-Herr des Lichts“.
- G-8: Ol „Herz“
- G-9 / G-0: Chah Kin „Sonne der Nacht“

Sven Gronemeyer hat sich kürzlich ähnliche Namen in Bezug auf den Maiszyklus einfallen lassen.
Bolontiku hat Ähnlichkeit mit Yoalteuctin der aztekischen Kultur:
- Xiuhtecuhtli (Mutter und Vater der Götter, Gott des Feuers, des Lichtes in der Dunkelheit)
- Itztli (Gott des Steins und der Opferungen)
- Piltzintecuhtli (Gott der aufgehenden Sonne und der Halluzinogene)
- Cinteotl (Gott des Maises und der Fruchtbarkeit, Sohn des Piltzintecuhtli und der Tlazolteotl)
- Mictlantecuhtli (Herrscher des Totenreiches)
- Chalchiuhtlicue (Göttin der Gewässer und Flüsse)
- Tlazolteotl (Göttin der Wollust)
- Tepeyollotl (Gott der Erdbeben und des Jaguars. Er ist der Gott der achten Nachtstunde)
- Tlaloc (Gott des Regens)

## Bolon Tiku-Formel für Daten
Es gibt zwei Möglichkeiten, die dem Bolontikú des Tages entsprechende Glyphe zu erhalten, die erste durch die lange Zählung und die zweite durch das Julianische Datum und die GMT-Korrelation. Alle Zyklen beginnen bei G9 und sind 0, am 21. Dezember 2012 war G9.

### Verwendung der lange Zählung
Es wird mit Hilfe einer Formel erhalten, die uinal und kin von Lange Zählung und neun als n modulo:
- {\displaystyle ((2*Uinal)+Kin)mod9=G\,}

Formel vom 20. Dezember 2012, 17 uinal 19 kin:
- {\displaystyle ((2*17)+19)mod9=8\,}

Formel vom 21. Dezember 2012, 0 uinal 0 kin:
- {\displaystyle ((2*0)+0)mod9=0\,}

### Verwendung der Julianisches Datum
Es wird unter Verwendung des Julianisches Datum minus der GMT-Korrelation plus einem Tag und neun als  n  modulo:
- {\displaystyle (Julianisches-GMT+1)mod9=G\,}

Formel vom 20. Dezember 2012:
- {\displaystyle (2456281-584283+1)mod9=8\,}

Formel vom 21. Dezember 2012:
- {\displaystyle (2456282-584283+1)mod9=0\,}

## Sonstiges
In der Maya-Stätte von Comalcalco gibt es einen Raum, der als „Grab der Neun Herren der Nacht“ bezeichnet wird.